# تامبورگره
تامبورگره (به اسپانیایی: Tamboragra) یک کوه در پرو است که در Peru, Pasco Region واقع شده‌است. تامبورگره ۴٬۹۹۶ متر بالاتر از سطح دریا واقع شده‌است.